# Los Verdes (Francia)
Los Verdes fue un partido político francés de tendencia ecologista y de izquierda.

## Ideología

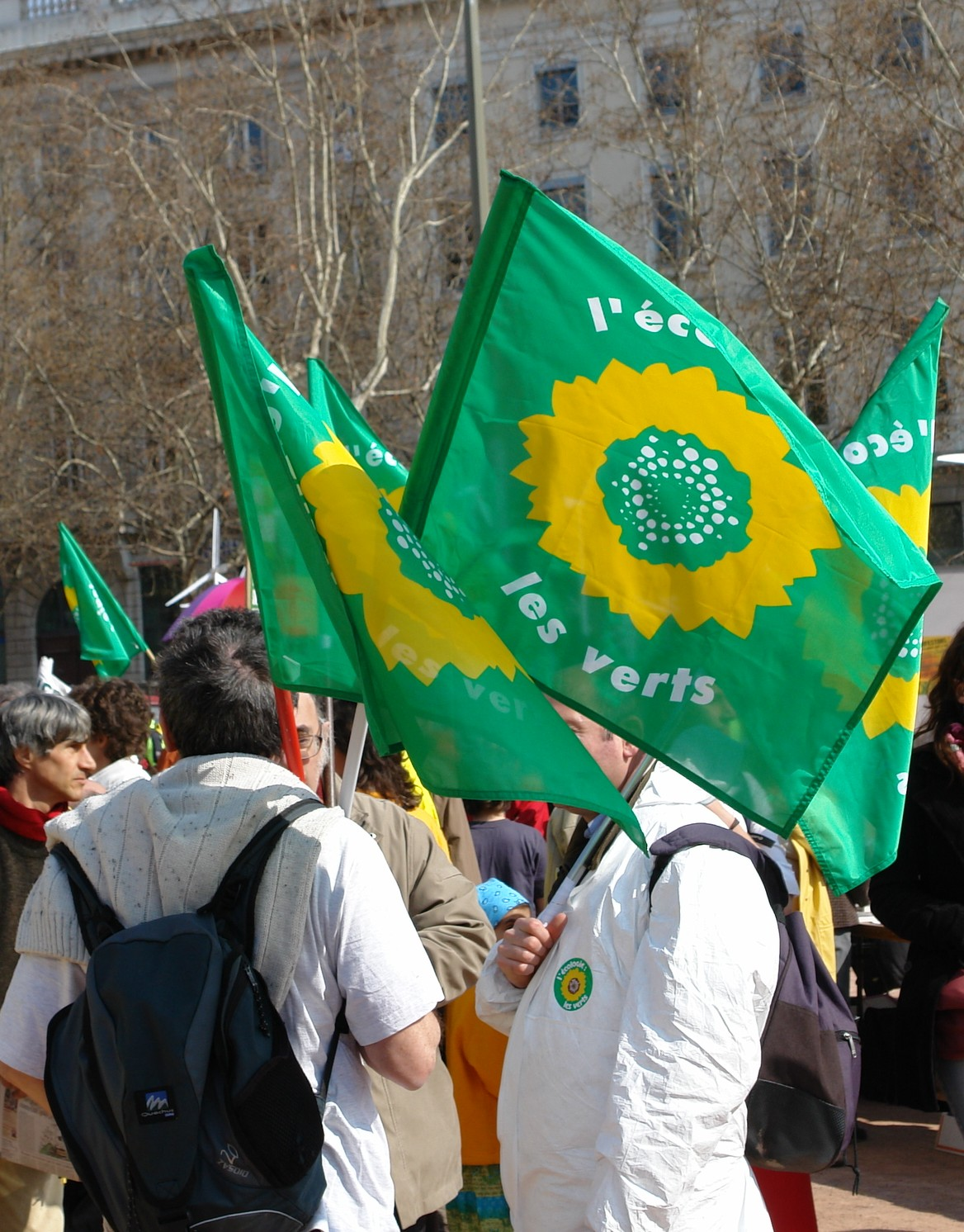
Manifestación. 2007

Este partido político es ecologista y paneuropeo (es decir, que quiere que Europa sea una Federación).

## Historia
Los verdes nace en 1982 de la fusión entre el Partido Ecologista y la Confederación Ecologista.

## Resultados electorales

### Elecciones nacionales

#### Elecciones presidenciales
| Año  | Candidato        | Votos     | Porcentaje |
| ---- | ---------------- | --------- | ---------- |
| 1974 | René Dumont      | 337 800   | 1,32 %     |
| 1981 | Brice Lalonde    | 1 126 254 | 3,88 %     |
| 1988 | Antoine Waechter | 1 149 897 | 3,78 %     |
| 1995 | Dominique Voynet | 1 010 681 | 3,32 %     |
| 2002 | Noël Mamère      | 1 495 724 | 5,25 %     |
| 2007 | Dominique Voynet | 576 666   | 1,57 %     |

#### Elecciones legislativas
En el Parlamento Francés, Los Verdes poseyeron 3 escaños (de un total de 577) tras las elecciones generales francesas de 2002 (las constituyentes del parlamento actual) obteniendo el 4,5% de los votos. 
En las legislativas de 2007, Les Verts obtuvieron un escaño más y 3.25 % de los votos tras la primera vuelta.

### Elecciones europeas
En la Unión Europea está integrado en Partido Verde Europeo, habiendo obtenido el 7,4 % de los votos en las elecciones europeas de 2004 y 6 eurodiputados (de un total de 78 para Francia). En 2009, liderados por personalidades como Daniel Cohn-Bendit, José Bové o Eva Joly, entre otros, e integrados en la coalición Europe Écologie obtuvieron un gran éxito con 13 eurodiputados y el 16.28% de los votos.